# Parrozzo

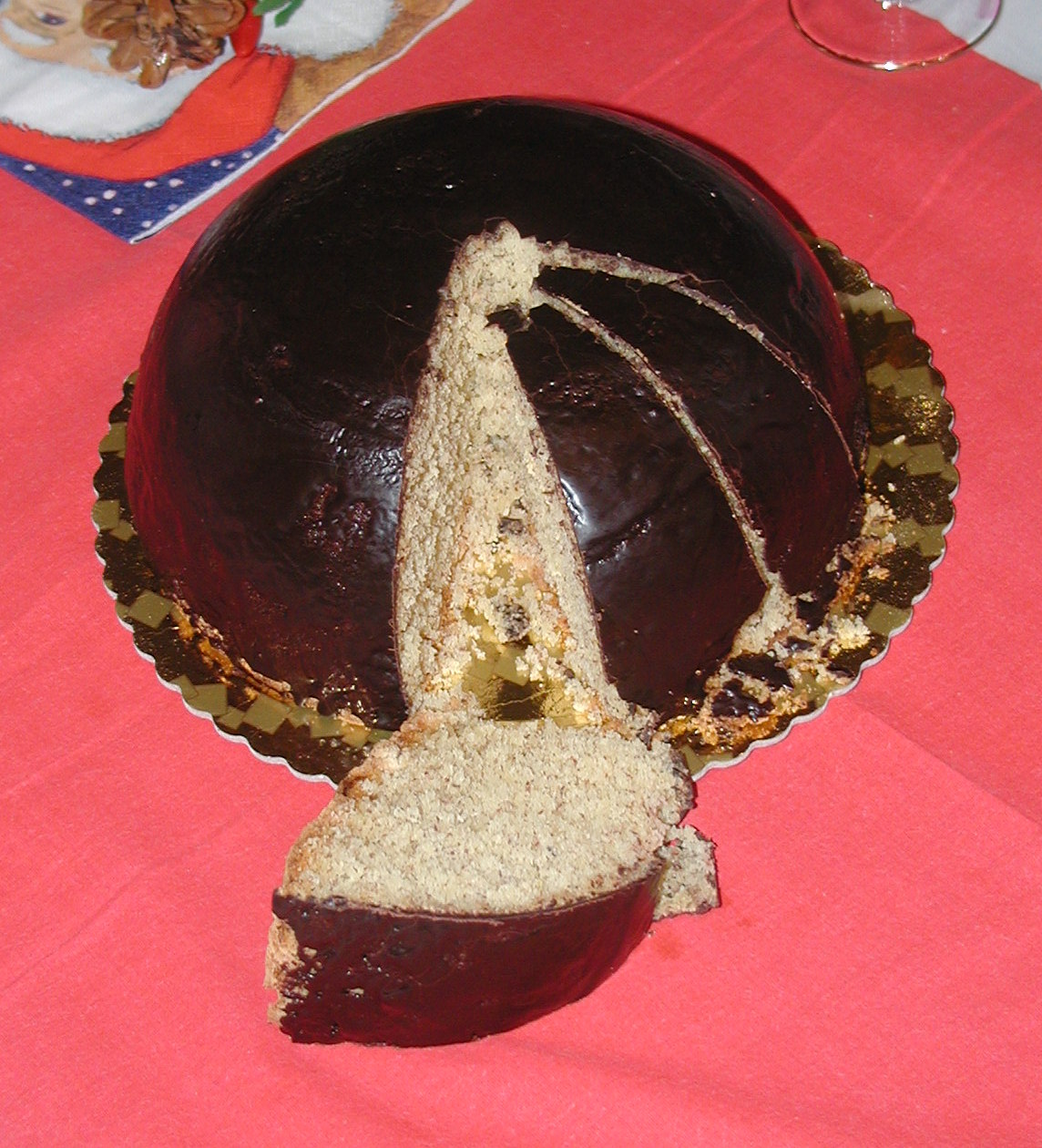
Un parrozzo.

El parrozzo o panrozzo es un dulce típico de Pescara (Italia) relacionado con la gastronomía navideña (aunque no exclusivamente) y muy difundido en los Abruzos.

## Origen
El parrozzo fue ideado y preparado en 1920 por Luigi D'Amico, propietario de una pastelería en Pescara. D'Amico tuvo la idea de hacer un dulce con la forma de un pan rústico, también llamado pane rozzo (de donde procede su nombre), que era una rebanada semiesférica que era preparada por los campesinos con maíz y se destinaba a ser conservada muchos días. D'Amico se inspiró en la forma y el color de este pan y reprodujo el color amarillo del maíz con huevo, al que añadió harina de almendra. También imitó el color oscuro de la corteza tostada en el horno con una cobertura de chocolate.
La primera persona para la que Luigi D'Amico hizo el parrozzo fue Gabriele d'Annunzio, quien, extasiado con el nuevo dulce, escribió un soneto titulado Canzone del Parrozzo.

## Ingredientes y preparación
El parrozzo se hace con sémola, o alternativamente con harina amarilla o harina blanca con almidón, azúcar, almendra triturada, aroma de almendra amarga, piel de limón y cobertura de chocolate fundido.
El dulce se prepara amasando la harina amarilla con huevo, almendra triturada y cáscara de limón. Se vierte la masa en un molde semiesférico y se cuece en el horno. Cuando está terminado y se enfría, se lo recubre con chocolate negro fundido.

## Producción industrial
Actualmente el parrozzo se produce industrialmente en la casa fundada por el creador del dulce. La confección en atmósfera controlada permite la conservación del producto durante cerca de cuatro meses.